# Half-Life 2
Half-Life 2 er efterfølgeren til det verdenskendte og prisbelønnede Half-Life computerspil. Begge titler er udviklet af Valve Software.
Som følge af succesen af Half-Life 2 er der planlagt tre fortsættelser i form af episodespil, hvoraf de første 2 episoder allerede er udgivet: Half-Life 2: Episode One, Half-Life 2: Episode Two og Half-Life 2: Episode Three.
Spillet foregår primært i byen City 17.

## Historie
Gordon Freeman bliver, efter at have ligget i dvale i et ikke nærmere specificeret tidsrum på ca. to årtier siden hændelserne i Half-Life, vækket af G-Man som indsætter ham i et tog på vej ind i byen, City 17. Gordon finder ud af at Jorden nu er under kontrol af det intergalaktiske imperium The Combine, som hersker med en jernhånd igennem Black Mesas tidligere administrator, Wallace Breen, der agerer deres ansigt udad til og som har sit hovedsæde i The Combines hovedkvarter, The Citadel, som ligger i netop City 17.
Gordon bliver kort efter hans ankomst, reddet fra at blive sendt til Combine-faciliteten, Nova Prospect, af hans gamle ven Barney Calhoun, en tidligere sikkerhedsvagt fra Black Mesa der nu arbejder undercover for den lokale oprørsgruppe i The Combines politistyrke, Civil Protection. Barney kontakter Isaac Kleiner, Gordons tidligere mentor fra Black Mesa og fortæller ham om Gordons pludselige ankomst. Da de bliver afbrudt, skynder Barney sig at sende Gordon i retning af togstationens udgang.
Kort efter bliver Gordon involveret i en af Civil Protections massearrestationer, og flygter, men han bliver til sidst omringet. Det lykkes dog for Alyx Vance, datter af Gordons tidligere kollega, Eli, at redde ham og bringe ham til Kleiners hemmelige laboratorium, hvor Kleiner netop har færdiggjort en teleporteringsmaskine, der skal kunne bringe folk sikkert til oprørernes hovedkvarter, Black Mesa East. Gordon og Alyx bliver de første til afprøve den, da Eli har brug for deres hjælp i Black Mesa East. Alyx's teleportering går glat, men Gordons bliver afbrudt af Kleiners kæle-headcrab, Lamarr. Efter at have teleporteret tilfældig omkring i City 17, og gjort Breen opmærksom på Gordons genopdukken, havner Gordon udenfor Kleiners laboratorium, hvor Barney opfordrer ham til at tage den gamle rute til Black Mesa East, som går igennem byens kloaksystem. Samtidig iværksætter Civil Protection en række angreb på oprørernes mellemstationer langs ruten, men Gordon bekæmper og undslipper dem og når til sidst til Black Mesa East, hvor han mødes af Eli Vance, og bliver introduceret til Judith Mossman og Alyx's robothund, Dog, og modtager en gravity gun.
Kort efter bliver Black Mesa East angrebet af Combine-styrker, og Gordon må flygte igennem den zombieinficerede by, Ravenholm, med hjælp fra Fader Grigori, byens eneste overlevende.
På den anden side af Ravenholm, bliver Gordon genforenet med Alyx og oprørerne, der forklarer ham at Eli er blevet taget til fange og ført til Nova Prospect. Gordon rejser derefter, forfulgt af Combine-styrker, langs kystlinjen, og når til sidst til Nova Prospect, hvor han, hjulpet af Alyx, finder Eli. De finder dog ud af, at Mossman er en forræder, og i et uovervåget øjeblik flygter hun via en Combines teleporteringsmaskine sammen med Eli. Gordon og Alyx følger efter, men dukker først op i Kleiners laboratorium en uge senere, hvor han informerer dem om at deres teleportering overbelastede maskinen i Nova Prospect, hvilket førte til at hele faciliteten sprang i luften. Dette tog oprørerne som et tegn, og gik til angreb på Combine, hvilket har forvandlet City 17 til en krigszone.
Hjulpet af oprørerne, Barney og Alyx, sidstnævnte bliver dog taget til fange, lykkes det Gordon at infiltrere Citadellet, hvor hans våben bliver taget fra ham af en maskine, der til gengæld gør hans gravity gun mere brugbar som angrebsvåben. Han kæmper sig nu igennem Citadellets gange, hvor en mere og mere desperat Breen nærmest tigger ham om at stoppe. Til sidst bliver Gordon dog taget til fange, og bliver placeret sammen med Eli og Alyx i Breens kontor, hvor Mossman nu forråder Breen der beslutter sig for at flygte. Imens Mossman hjælper Eli med at flygte, sætter Gordon og Alyx efter Breen, der forsøger at åbne et hul i dimensionerne til The Combines hjemplanet. Gordon forhindrer dette ved at bruge sin gravity gun til at ødelægge Citadellets generator. Alyx lykønsker ham, men Citadellets generator sprænger i luften.
Gordon bliver dog reddet af G-Man, der igen har observeret ham fra en afstand igennem spillet, der fortæller ham at han har modtaget mange interessante bud på hans tjenester. G-Man lader nu til at sende Gordon tilbage i dvaletilstand og spillet slutter i det samme mørke som sin forgænger.

## Udvidelser
Gabe Newell har udtalt at de episodiske udvidelser i realiteten er Half-Life 3.

## Valve Source Engine

### Source SDK
Source SDK er et software development kit (SDK) til Half-Life 2 og alle Source-baserede spil.

### Valve Hammer Editor
Valve Hammer Editor bruges til udvikling og design af baner til Half-Life 2 og andre spil der benytter samme teknologier. Tidligere blev Hammer kaldt WorldCraft.

## Mod's til Half-Life 2
- Battlegrounds 2
- Garry's Mod
- Source Forts
- Hidden: Source